# Catherine Coquery-Vidrovitch

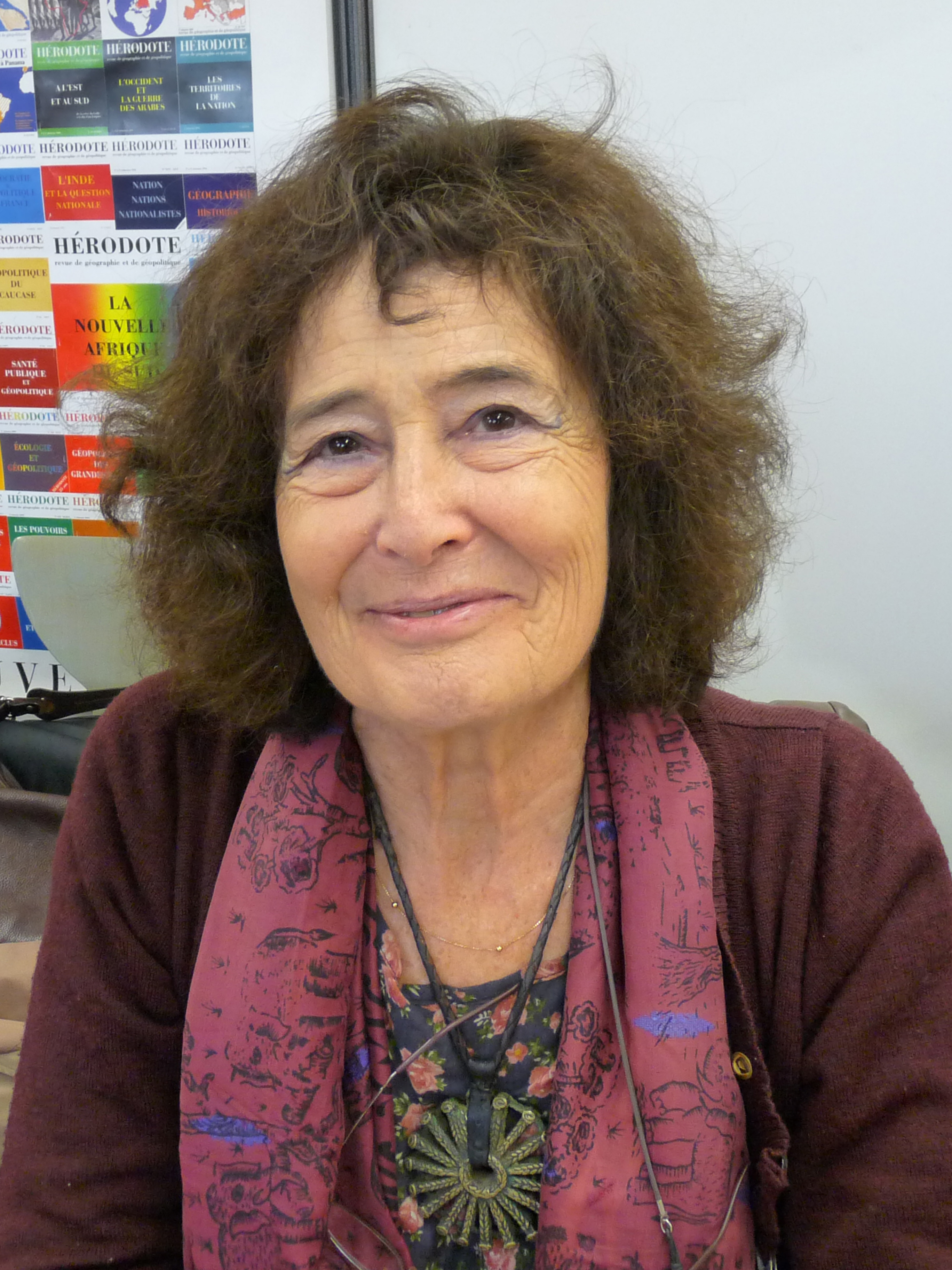
Coquery-Vidrovitch 2011

Catherine Coquery-Vidrovitch (geb. Vidrovitch; * 25. November 1935 in Paris) ist eine französische Historikerin und Afrikawissenschaftlerin. Sie ist seit 2001 emeritierte Professorin für Neuere und Neueste Geschichte Afrikas der Universität Paris-Diderot (Paris VII), an der sie seit 1975 gelehrt hat.

## Leben und Werk
Catherine Vidrovitch wurde als Kind einer nichtpraktizierenden jüdischen Familie während der deutschen Besatzung in Frankreich versteckt und überlebte so den Holocaust. Sie unterzeichnete 2017 das Manifeste des enfants cachés.
Sie machte ihr Diplom in Geschichte an der École normale supérieure von Sèvres 1959. Ihr Doktorat legte sie an der École pratique des hautes études 1966 ab und habilitierte sich dort 1970. Sie leitete das Laboratoire, das dem Centre national de la recherche scientifique „Tiers-mondes, Afrique“ zugeordnet war. Sie wurde zur Fellow am Woodrow Wilson International Center for Scholars in Washington D.C. 1987, am Shelby Cullom Davis Center for Historical Studies an der Princeton University in 1992 und am Humanities Research Center, University of Canberra 1995.
Sie hat vorwiegend über die Geschichte Afrikas geforscht, darunter die politische Geschichte, das Konzept des französischen Imperialismus, die afrikanischen Städte und Frauen, die geopolitischen Umstände der Eroberung und den Kapitalismus. Das Ergebnis sind auch eine Vielzahl von vergleichenden Studien über Länder der Dritten Welt zur Zeit der französischen Kolonisation.
Im Jahr 2009 (Les enjeux politiques …) griff sie in die seit etwa 2005 u. a. von Claude Liauzu begonnene Kolonialismusdebatte in Frankreich ein. Seit den 1960er Jahren habe es eine mehr oder weniger kritische Kolonialgeschichte gegeben, die öffentlich nur wenig wahrgenommen wurde. Eine erste Phase zwischen 1960 und 1975 habe in Auseinandersetzung mit dem Blick der Kolonisatoren den Blick auf die soziale und wirtschaftliche Dimensionen des französischen Kolonialismus gelenkt; dies leisteten meist eher konservative Historiker wie Henri Brunschwig (ihr Doktorvater) und Charles-André Julien; eine zweite Phase zwischen 1975 und 1990 habe in den sogenannten aires culturelles vereinigten Disziplinen stärker die Geschichte der Kolonisierten in den Blick genommen, während man sich sonst auf die Nationalgeschichte beschränkte; eine dritte Phase seit 1990 führte zum Konflikt zwischen diesen beiden Lagern. Die jüngere Generation kritischer französischer Kolonialhistoriker mit ihren Forderungen nach einer „neuen“ Kolonialgeschichte aus der Perspektive der indigènes habe aber die Forschungen der Regionalwissenschaften in den 1970er und 1980er Jahren nicht ausreichend zur Kenntnis genommen. Von Konzepten der Postcolonial Studies und der Globalgeschichte inspiriert, trat nun die Auseinandersetzung mit der nationalen Geschichtsschreibung ein, um die Geschichte des Kolonialismus als gemeinsame Geschichte der Kolonisatoren und Kolonisierten zu entwickeln. Coquery-Vidrovitch stellte abschließend eine „non-décolonisation“ der französischen Gesellschaft fest und plädiert für eine postkoloniale Geschichtsschreibung, die der Pluralität der französischen Migrationsgesellschaft gerecht wird, anstatt „narzisstische nationale Mythen“ zu verlängern. Zur Aufklärung beitragen wollte sie 2014 durch die Herausgabe der (mit Rücksicht auf Belgien) unterdrückten Brazza-Akten aus den Jahren 1905–07, worin französische Kolonialgräuel im Zusammenhang mit dem Kautschukhandel belegt sind. Auf die afrikanische Geschichte der Sklaverei und des Sklavenhandels ging sie in den letzten Publikationen (auch auf ARTE) ein.

## Ehrungen
- Commandeur de la Légion d’honneur (2008)
- Grande officière de l'ordre national du Mérite (2014)

## Schriften
- Les Routes de l'esclavage: Histoire des traites africaines VIe–XXe siècle, Paris, Albin Michel, 2021, ISBN 978-2-226-45838-4.
- Le choix de l'Afrique – Les combats d'une pionnière de l'histoire africaine, Paris, La Découverte, 2021, ISBN 978-2-348-06800-3. (Autobiografie)
- Le Congo au temps des grandes compagnies concessionnaires, 1898–1930, (zuerst 1972), Berlin/Boston, De Gruyter, 2017, ISBN 978-3-11-197223-7.
- (Hrsg. mit Vorwort:) Le rapport Brazza, mission d’enquête du Congo. Rapports et documents. 1905-1907. Mission Savorgnan de Brazza. Commission Lanessan, Le passager clandestin, Neuvy-en-Champagne, 2014, ISBN 978-2-36935-006-4.
- Les enjeux politiques de l’histoire coloniale, Marseille, éditions Agone, 2009, ISBN 978-2-7489-0105-4.
- Des victimes oubliées du nazisme, Paris, Le Cherche Midi, 2007, ISBN 978-2-7491-0630-4.
- L´Afrique et les Africains au XIXe siècle, Paris, Colin, 1999.
- Les Africaines. Histoire des femmes d´Afrique du XIXe au XXe siècles, Paris, Desjonquères, 1994.
- Histoire des villes d´Afrique noire des origines à la colonisation, Albin Michel, 1993.
- mit Odile Goerg: L´Afrique occidentale au temps des Français. Colonisateurs et colonisés, c. 1860-1960, La Découverte, 1992
- Les Africaines : Histoire des femmes d'Afrique noire du XIXe au XXe siècle, Paris, 1992, ISBN 978-2-904227-80-6.
- Afrique noire. Permanences et ruptures (Payot 1985), 2. überarbeitete Auflage L´Harmattan, 1992.
- La découverte de l’Afrique : l’Afrique noire atlantique, des origines au XVIIIe siècle, collection Archives (zuerst Julliard 1965, Gallimard 1970), Neuauflage L´Harmattan, 2003.

## Einzelbelege
1. ↑  Bénédicte Champenois-Rousseau: Catherine Coquery-Vidrovitch, Le choix de l’Afrique. Les combats d’une pionnière de l’histoire africaine. In: Lectures. 4. Februar 2022, ISSN 2116-5289 (openedition.org [abgerufen am 10. September 2022]).
2. ↑  Isaac Johsua: Une Parole juive contre le racisme. Syllepse, 2018, ISBN 978-2-84950-654-7 (google.de [abgerufen am 10. September 2022]).
3. ↑  COQUERY-VIDROVITCH Catherine - Société française d’histoire des outre-mers. Abgerufen am 9. September 2022.
4. ↑  SEHEPUNKTE - Rezension: Geisteswissenschaften und Dekolonisation in Frankreich und Europa - Ausgabe 12 (2012), Nr. 7/8. Abgerufen am 9. September 2022.

| Personendaten    | Personendaten                              |
| ---------------- | ------------------------------------------ |
| NAME             | Coquery-Vidrovitch, Catherine              |
| ALTERNATIVNAMEN  | Vidrovitch, Catherine (Geburtsname)        |
| KURZBESCHREIBUNG | französische Afrikanistin und Historikerin |
| GEBURTSDATUM     | 25. November 1935                          |
| GEBURTSORT       | Paris                                      |